# Istigobius decoratus
Istigobius decoratus là một loài cá biển thuộc chi Istigobius trong họ Cá bống trắng. Loài này được mô tả lần đầu tiên vào năm 1927.

## Từ nguyên
Tính từ định danh decoratus trong tiếng Latinh có nghĩa là "trang trí", vì hàm ý của Herre rằng đó là một loài cá nhỏ rất đẹp.

## Phân bố và môi trường sống
I. decoratus có phân bố rộng khắp khu vực Ấn Độ Dương - Thái Bình Dương, bao gồm cả Biển Đỏ và vịnh Ba Tư, từ Đông Phi trải dài về phía đông đến đảo Rotuma (Fiji) và Tonga, ngược lên phía bắc tới tỉnh Kagoshima (Nam Nhật Bản), xa về phía nam đến Úc (gồm cả đảo Lord Howe) và Nouvelle-Calédonie.
Ở Việt Nam, I. decoratus được ghi nhận ở nhiều vùng biển như tại các hòn ngoài khơi Bắc Trung Bộ, cù lao Chàm, cù lao Câu, bờ biển Ninh Thuận, vịnh Nha Trang và quần đảo Hà Tiên.
I. decoratus sống trên nền đáy cát của rạn san hô và cả đầm phá, được tìm thấy ở độ sâu đến ít nhất là 25 m.

## Mô tả

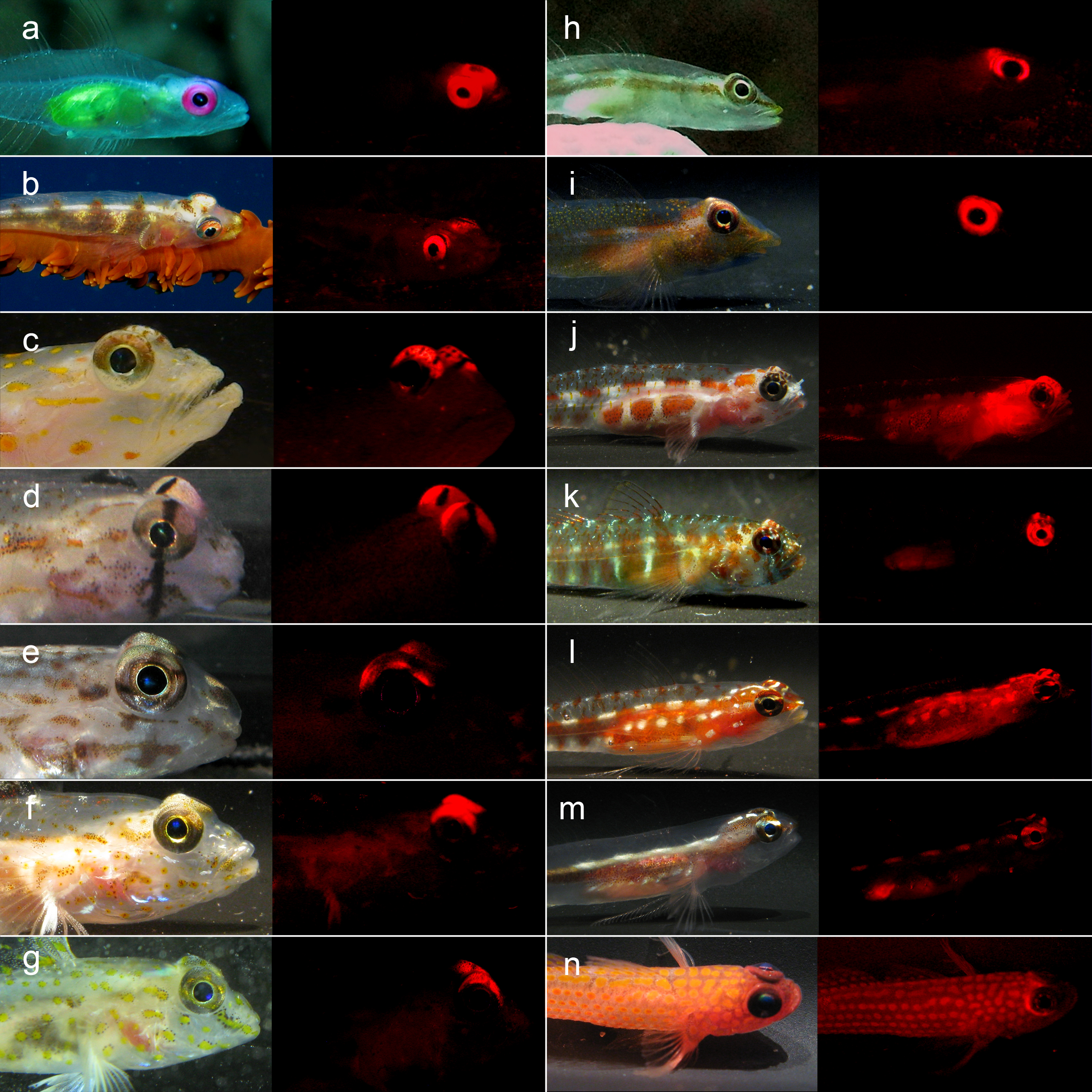
Huỳnh quang đỏ phát ra ở 14 loài cá bống, hình e là I. decoratus

Chiều dài lớn nhất được ghi nhận ở I. decoratus là 13 cm. Loài này có nhiều biến dị kiểu hình tùy theo khu vực.
Số gai ở vây lưng: 7; Số tia ở vây lưng: 10–11; Số gai ở vây hậu môn: 1; Số tia ở vây hậu môn: 9–11; Số tia ở vây ngực: 17–19.

## Sinh thái
I. decoratus sống được đến ít nhất là khoảng 9 tháng. Loài này có thể phát huỳnh quang đỏ ở nơi mà ban ngày hầu như không có ánh sáng đỏ từ Mặt Trời rọi xuống.

## Thương mại
I. decoratus được đánh bắt thương mại trong ngành buôn bán cá cảnh.